# Criptosselo
Criptosselo é a mudança de paradigma no que diz respeito à garantia da autenticidade das informações, que estava alicerçada nas features de segurança contidas nos meios de suporte (papel de segurança, selos holográficos, fitas magnéticas, talho doce, etc.). Agora a autenticidade está alicerçada nas próprias informações através da assinatura digital do emissor do documento.
Essa é uma interessante aplicação da Certificação Digital no Brasil: um documento físico poderá ser autenticado por um selo impresso que espelha o conteúdo do documento (assinado digitalmente pelo emissor) possibilitando a sua conferência.

## Aplicações para o Criptosselo
Criptosselo para atos notariais é a solução para racionalizar os trabalhos cartorários e manter o estrito controle da emissão e utilização do selos digitais ou físicos necessários.
CNH - Carteira Nacional de Habilitação: Mesmo adquirindo o papel de segurança de forma inidônea, o falsificador não terá condições de gerar o Criptosselo com as características intrínsecas da Assinatura Digital do Detran de origem.
Carteira de trabalho: Com o Criptosselo gerado pela Entidade que oficialmente representa um profissional, fica impossível a falsificação desse documento.
Documento de Identidade: O Criptosselo contém os dados do cidadão, e pode incluir a sua biometria, impossibilitando a utilização desse documento por terceiros.
Cheque: Tranquilidade em dobro: a Instituição Bancária poderá rastrear digitalmente cada folha emitida e o comércio em geral terá uma poderosa ferramenta (off-line) para verificar a autenticidade do cheque a receber.
Certidão de nascimento: A garantia de autenticidade intrínseca no Criptosselo é um extraordinário fator de segurança na Certidão de Nascimento, já que não será possível a sua adulteração.
Danfe - Nota Fiscal Eletrônica: O Criptosselo garante verificação off-line dos dados contidos no DANFE (Documento Auxiliar da Nota Fiscal Eletrônica), que é uma representação gráfica simplificada da Nota Fiscal Eletrônica.
Documento Eletrônico de Cadastro de Pessoas Físicas: Apesar de possuir alta segurança no arquivo eletrônico, a visualização externa do cartão não contém segurança adequada que garanta a autenticidade dos dados impressos.
CRLV - Certificado de Registro e Licenciamento de Veículo: Com o Criptosselo a clonagem de CRLVs ficará muito mais difícil, pois o fraudador não terá condições de gerar um selo com as mesmas características.

## Leitura do Criptosselo
A leitura do Criptosselo é muito simples, basta capturar a imagem do Criptosselo com a câmera fotográfica do telefone celular e o software autenticador, que está instalado no próprio aparelho, verificará a sua autenticidade, off line.
As informações contidas no Criptosselo são assinadas digitalmente pelo emissor, o que lhes confere autenticidade. Então, basta conferir com o que estiver impresso no documento para verificar se o documento é verdadeiro.
Depois de autenticar as informações o aplicativo também poderá, no mesmo processo, utilizá-las para consultas automáticas em bases de dados remotas, via GPRS ou SMS, recebendo os resultados no próprio aparelho.
O Criptosselo também pode ser lido por scanners, máquinas fotográficas digitais ou qualquer outro dispositivo que possibilite a captação de imagens e que esteja submetido ao software executado em computador, internet, entre outros.